# Glenn Kotche

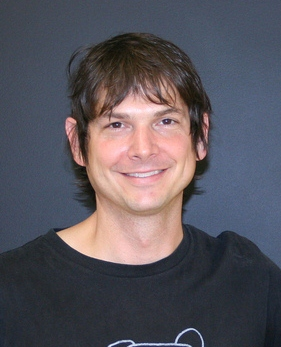
Glenn Kotche

Glenn Kotche (* 31. Dezember 1970 in Roselle/Illinois) ist ein US-amerikanischer Schlagzeuger und Komponist.

## Leben
Kotche absolvierte das Perkussionsprogramm der University of Kentucky und spielte danach in verschiedenen Combos und Bands. 2001 wurde er Schlagzeuger der Rockband Wilco. Erstmals wirkte er an deren Album Yankee Hotel Foxtrot (2001) mit, das den Platz 12 der US-amerikanischen Albumcharts erreichte und vom Magazin Rolling Stone zum drittbesten Album des Jahrzehnts erklärt wurde. Es folgten weitere Alben, darunter – mit einem Grammy ausgezeichnet – A Ghost is Born, Sky Blue Sky und Wilco (The Album).
Neben seiner Arbeit mit Wilco bildet Kotche mit Jeff Tweedy und Jim O’Rourke das Trio Loose Fur und mit dem Bassisten Darin Gray das experimentelle Jazzduo On Fillmore. Mit Musikern wie Andrew Bird, Edith Frost, Neil Finn und Phil Selway spielte er mehr als 80 Aufnahmen ein. Als Komponist arbeitete er u. a. für das Kronos Quartet, Bang on a Can All-Stars und So Percussion und das Sextett für zeitgenössische Musik Eighth Blackbird. 2002 erschien sein erstes Soloalbum Introducing Glenn Kotche.

## Diskographie
- Introducing Glenn Kotche, 2002
- Next, 2002
- Mobile, 2006
- Drumkit Quartets (mit So Percussion ), 2006
- Cine Prive, 2007
- Fantasyland, 2014
- Adventureland, 2014
- Missy Mazzoli: Vespers for a New Dark Age (mit Lorna Dune und Victoire), 2015
- John Luther Adams: Ilimaq, 2015
- The Colorado (mit Jeffrey Zeigler und Roomful of Teeth), 2018

Loose Fur
- Loose Fur, 2003
- Born Again in the USA, 2006

On Fillmore
- On Fillmore, 2002
- Sleeps with Fishes, 2004
- Cine Prive, 2007
- Extended Vacation, 2009
- Happiness of Living, 2017